# Lista de províncias do Japão antigo

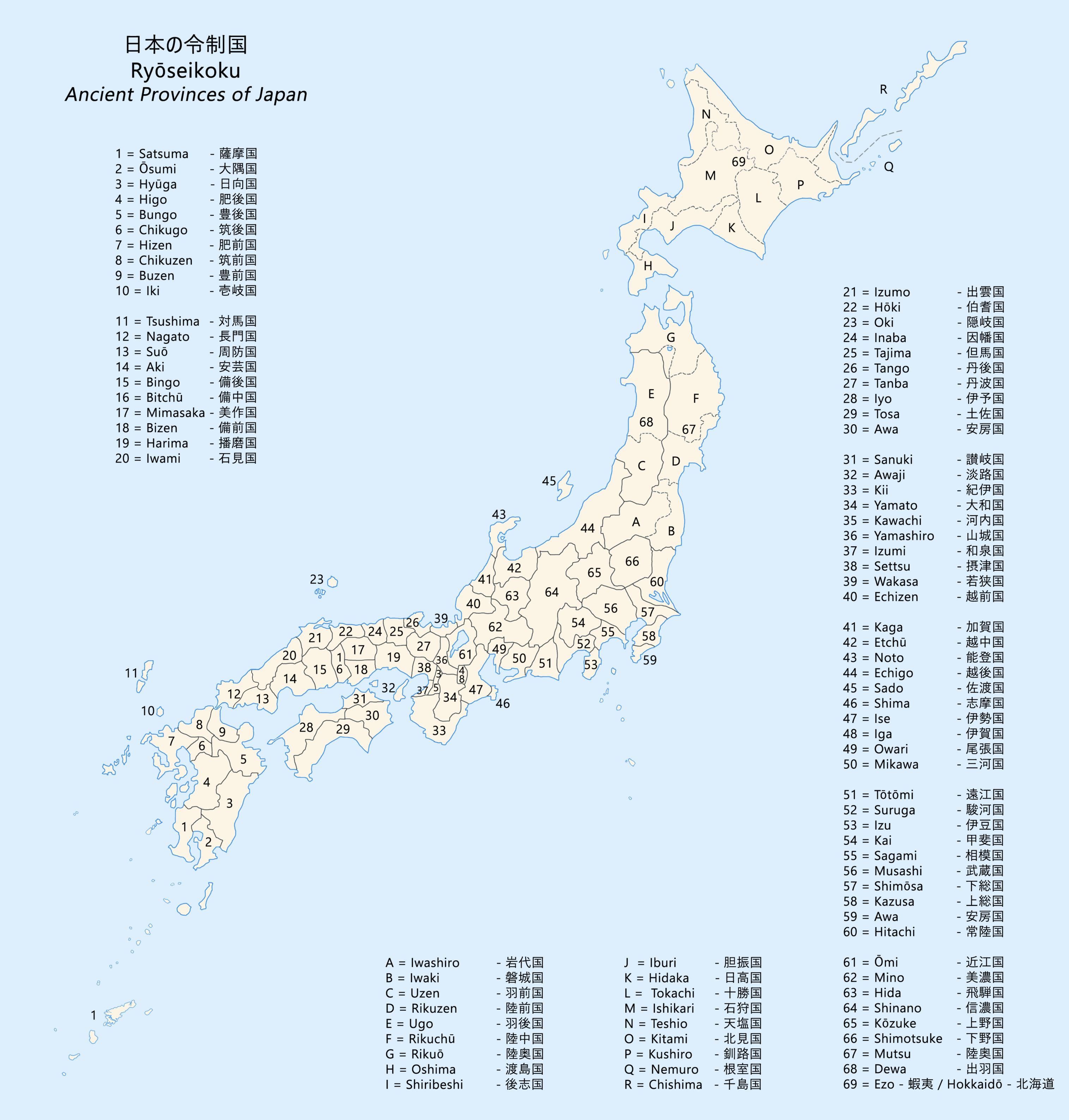
Antigas províncias do Japão

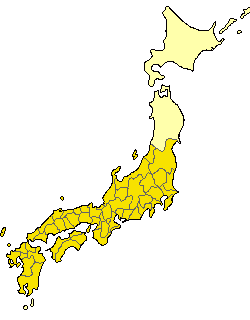
As províncias em 701–702

As províncias do Período Kamakura até 1868

As seguintes províncias do Japão existiram do século VII até o Período Meiji. A lista é baseada no Gokishichidō, que incluía províncias de vida curta. Províncias localizadas em Hokkaidō são listadas no final. Abaixo está uma lista detalhada de todas as antigas províncias, todas obsoletas atualmente.
As fronteiras das províncias se alteraram no final do Período Nara e durante o Período Meiji. Do Período Heian ao Período Edo, as fronteiras permaneceram inalteradas.

## Goki

### Kinai畿内
- Yamashiro　山城国 (山州, 城州, 雍州)
- Yamato 大和国 (和州)
  - 716-738
    - Yamato 大和国
    - Yoshino 芳野監
- Kawachi　河内国 (河州)
- Izumi 和泉国 (泉州) - criada em 716 a partir da província de Kawachi como Izumi Gen (和泉監). Ainda que reocupada por Kawachi em 740, em 757 a província foi novamente separada de Kawachi, desta vez como Izumi no kuni.
- Settsu　摂津国 (摂州)

## Shichido

### Tōkaidō東海道 (Caminho do Mar Oriental)
- Iga　伊賀国（伊州）- Separou-se da província de Ise em 680.
- Ise　伊勢国（勢州）
- Shima　志摩国（志州）- Dividida de Ise no começo do século VIII.
- Owari　尾張国（尾州）
- Mikawa　三河国（三州）
- Tōtōmi 遠江国（遠州）
- Suruga　駿河国（駿州）
- Izu　伊豆国（豆州）- Dividida de Suruga em 680
- Kai　甲斐国（甲州）
- Sagami　相模国（相州）
- Musashi　武蔵国（武州）- Transferida de Tōsandō para Tōkaidō em 771
- Awa 安房国（房州、安州）- Dividida de Kazusa em 718. Apesar de ocupada novamente por Kazusa em 741, dividiu-se definitivamente em 781.
- Kazusa 上総国（総州）
- Shimousa 下総国（総州）
- Hitachi 常陸国（常州）

### Tōsandō東山道 (Caminho das Montanhas Orientais)
- Ōmi 近江国（江州）
- Mino 美濃国（濃州）
- Hida 飛騨国（飛州）
- Shinano 信濃国（信州）
  - De 721 a 731
    - Shinano 信濃国
    - Suwa 諏訪国
- Kōzuke 上野国（上州）
- Shimotsuke 下野国（下州）
- Dewa 出羽国（羽州）
  - Desde 1868
    - Uzen 羽前国（羽州）
    - Ugo 羽後国（羽州）
- Mutsu 陸奥国（奥州）
  - 718 por alguns anos
    - Mutsu 陸奥国
    - Iwaki 石城国
    - Iwase 石背国

  - Desde 1868
    - Iwashiro 岩代国
    - Iwaki 磐城国（磐州）
    - Rikuchū 陸中国（陸州）
    - Rikuzen 陸前国（陸州）
    - Mutsu 陸奥国

### Hokurikudō北陸道 (Caminho das Terras do Norte)
- Wakasa　若狭国（若州）
- Echizen 越前国（越州）
- Kaga 加賀国（加州）- Dividida de Echizen em 823.
- Noto 能登国（能州）- Dividida de Echizen em 718. Depois de ocupada por Etchū em 741, separou-se novamente em 757.
- Etchū 越中国（越州）
- Echigo 越後国（越州）
- Sado　佐渡国（佐州、渡州）- Apesar de ocupada por Echigo em 743, Sado separou-se em 752.

### San'indō山陰道 (Caminho das Montanhas Escuras)
- Tanba　丹波国（丹州）
- Tango 丹後国 （丹州）- Dividida de Tanba em 713.
- Tajima　但馬国（但州）
- Inaba　因幡国（因州）
- Hōki　伯耆国（伯州）
- Izumo　出雲国（雲州）
- Iwami　石見国（石州）
- Oki　隠岐国（隠州）

### San'yōdō山陽道 (Caminho das Montanhas Ensolaradas)
- Harima　播磨国（播州）
- Mimasaka 美作国 （作州）- Dividida de Bizen em 713.
- Bizen 備前国（備州）- Dividida de Kibi durante a segunda metade do século VII.
- Bitchū 備中国（備州）- Dividida de Kibi durante a segunda metade do século VII.
- Bingo 備後国（備州）- Dividida de Kibi durante a segunda metade do século VII.
- Aki　安芸国（芸州）
- Suō　周防国（防州）
- Nagato　長門国（長州）

### Nankaidō南海道 (Caminho do Mar do Sul)
- Kii 紀伊国（紀州）
- Awaji 淡路国（淡州）
- Awa　阿波国（阿州）
- Sanuki　讃岐国（讃州）
- Iyo　伊予国（予州）
- Tosa　土佐国（土州）

### Saikaidō西海道　(Caminho do Mar Ocidental)
- Buzen 豊前国（豊州）- Separada da Província de Toyo no final do século VII.
- Bungo 豊後国（豊州）- Separada da Província de Toyo no final do século VII.
- Chikuzen　筑前国（筑州)
- Chikugo　筑後国（筑州）
- Hizen 肥前国（肥州）
- Higo 肥後国（肥州）
- Hyūga　日向国（日州、向州）
- Ōsumi 大隈国（隈州）- Dividida de Hyūga em 713.
  - De 702 a 824
    - Ōsumi 大隈国
    - Tane 多褹国
- Satsuma　薩摩国（薩州）- Dividida de Hyūga em 702.
- Iki 壱岐国（壱州）- Oficialmente Iki-Shima
- Tsushima 対馬国（対州）- Oficialmente Tsushima-jima

## Outras

### Hokkaidō
Renomeada Região de Ezo em Hokkaidō, com 11 províncias. (1869-1882)
- Oshima 渡島国
- Shiribeshi 後志国
- Iburi 胆振国
- Ishikari 石狩国
- Teshio 天塩国
- Kitami 北見国
- Hidaka 日高国
- Tokachi 十勝国
- Kushiro 釧路国
- Nemuro 根室国
- Chishima 千島国 (Após o Tratado de São Petersburgo (1875), o Japão anexou o norte da ilha de Urup e adicionou os distritos de Urup (得撫郡), Shimushiru (新知郡) e Shumushu (占守郡))

### Okinawa
- Província de Ryūkyū 琉球国 - Independente até ser estabelecida por decreto imperial na Restauração Meiji. Incorporado à prefeitura de Kagoshima em 1871, o Ryūkyū-han foi abolido em 1879. A prefeitura de Okinawa só foi estabelecida em 1972, quando os Estados Unidos devolveram as ilhas do sul ao Japão após a Segunda Guerra Mundial. Então a Província de Ryūkyū foi restabelecida.

## Relacionados
- Magiri
- Kokushi
- Demografia do Japão antes da Restauração Meiji
- Ritsuryō
- Han (território)
- Samurai